# 南洋通商大臣
南洋通商大臣或南洋大臣，第一次鸦片战争之后，1844年，为应付对外通商（也包括外交事务），清朝在广州设立五口通商大臣机构，由两广总督特加钦差大臣头衔兼任。第二次鸦片战争之后，咸丰十年十二月（1861年3月），五口通商大臣衙门移驻上海，划归总理衙门管辖。最初五口通商大臣为专职，薛焕任职，后由两江总督兼任，驻地从上海移到南京。
1866年，五口通商大臣更名為南洋大臣，更名後首任應為曾國藩，黃濬認為首任為曾國荃，疑誤。
历任南洋通商大臣，署理不計入，有曾国藩、馬新貽、李宗羲、曾國荃、左宗棠、沈葆桢、刘坤一等人。